# رئاسة جورج واشنطن
ابتدأت الحقبة الرئاسية لجورج واشنطن في الحادي والثلاثين من أبريل من عام 1789 إذ قلد كأول رئيس للولايات المتحدة الأمريكية، وانتهت هذه الفترة في الرابع من مارس بعام 1797. تولى واشنطن هذا المنصب بعد الانتخابات الرئاسية بين عاميّ 1788-1789 بعد انتخابه بالإجماع في أول انتخابات رئاسية بنظام الأربع سنوات. وقد تم انتخابه في الانتخابات الرئاسية لعام  1792 بالإجماع مجددا، وبعد انتهاء هاتين الحقبتين قرر واشنطن التنحي عن الرئاسة ليأتي نائبة جون آدمز المؤيد للحزب الفدرالي ليتولى الرئاسة من بعده.
اكتسب واشنطن الأحقية من بين الإباء المؤسسين للأمة من خلال خدمته كقائد عام للقوات المسلحة للجيش القاري أبان حرب الاستقلال الأمريكية وكرئيس للمؤتمر الدستوري بعام 1787. بمجرد ما تم التصديق على الدستور، توقع الكثيرون إن جورج واشنطن سيكون أول رئيس للولايات المتحدة الأمريكية بالرغم من رغبة الأخير بالتنحي عن العمل. أعرب واشنطن في خطبته الافتتاحية عن عدم رغبته في تولي الرئاسة، وقلة خبرته في تأدية المهام الإدارية المدنية، إلا أنه اثبت نفسه كقائد بارع. ترأس واشنطن تأسيس الحكومة الفدرالية الجديدة وعيّن كبار المسئولين في السلطتين التنفيذية والقضائية، وشكل ممارسات سياسية كثيرة، وحدد الموقع الدائم لعاصمة الولايات المتحدة. شجع واشنطن سياسة الكسندر هاملتون الاقتصادية التي بمقتضاها تتحمل الحكومة الفدرالية النفقات للحكومات في كل ولاية، وكما انشأ أول مصرف في الولايات المتحدة، ويونايتد ستايتس منت، ووكالة يونايتد ستايتس كوستومر سيرفز. وضع الكونغرس التعريفات الجمركية في عامي 1789 و1790 ، وضريبة الإنتاج على مشروب الويسكي لغرض تمويل الحكومة وليعالج الاختلال التجارية مع بريطانيا من خلال فرض تلك التعريفات الجمركية. قام واشنطن بقيادة جيش بنفسه لقمع الاحتجاجات التي أثارتها الضريبة على مشروب الويسكي والتي عرفت بضريبة الويسكي. أمر واشنطن بشن حرب على هنود الشمال الغربي، إذ أسفرت تلك الحرب سيطرة الولايات المتحدة على القبائل الأصلية لأميركا القاطنين في المنطقة الشمالية الغربية. بالنسبة للشؤون الخارجية، خلق واشنطن جو من الطمأنينة في الداخل وحفظ السلام مع القوى الأوربية بالرغم من تصاعد لهيب الثورة الفرنسية لذلك قام بإعلان الحيادية. قام واشنطن، أيضا، بعقد اتفاقيتين ضروريتين، الأولى مع بريطانيا العظمى بعام 1794 عرفت ب (بمعاهدة جاي)، والأخرى مع إسبانيا بعام 1795 عرفت ب (معاهدة سان لورينزو)، ذينك المعاهدتين شجعتا التجارة وساهمتا في السيطرة على الحدود الأمريكية. أعاد واشنطن تأسيس القوات البحرية للولايات المتحدة مع القانون البحري لعام 1794 لحماية السفن الأمريكية من القراصنة البربرييّن. كان هناك قلق شديد للغاية إزاء التغلغل والنشاط الحزبي داخل الحكومة آنذاك ومن التأثير السلبي الذي قد يحدث من الأحزاب السياسية على هشاشة الوحدة للشعب وقد سعى واشنطن خلال حقبتيه الرئاسيتين إلى توحيد ولملمة شتات الجهات المناوئة. كان واشنطن الرئيس الوحيد في تاريخ الولايات المتحدة الأمريكية الذي لم يكن لديه توجهات حزبية. بالرغم من مساعي واشنطن، فأن الجدل بشأن سياسة هاملتون الاقتصادية، والثورة الفرنسية ومعاهدة جاي، تلك العوامل ساهمت في تعميق الاختلافات الإيديولوجية، إذ الذين كانوا مؤيدون لهاملتون انشؤوا الحزب الفدرالي، في حين المناوئين لذلك تعضدوا مع وزير الخارجية وانشؤوا الحزب الديمقراطي- الجمهوري. انتقد واشنطن مواصلة العمل الحزبي وسعى إلى اجتناب ذلك من خلال تمييز شخصه كمناصر لهاملتون، وبالرغم من ذلك، رأى المفكرين والمؤرخين السياسيين إن واشنطن أحد أفضل الرؤساء في تاريخ الولايات المتحدة الأمريكية وعادةً ما يدرج اسمه مع أفضل ثلاثة رؤساء مع ابرهام لينكولن وفرانكلين روزفلت.

## انتخابات 1789-1788
بعد انعقاد المؤتمر الدستوري في فيلادلفيا بعام 1787، عاد واشنطن إلى دياره فيرجينيا، مونت فيرتون مضنى، إذ كان ينوي التنحي عن العمل والسماح لغيره بحكم الشعب بالشكل الجديد للحكومة. إلا إن الشعب الأمريكي رغبوا بأن يكون واشنطن أول رئيس للشعب فكانت الحملة الانتخابية الأمريكية الأولى، جوهريا، عبارة عن ما يسمى بالوقت الحاضر بالقاعدة الشعبية التي سعت إلى حث واشنطن بقبول المنصب، إذ انهالت عليه الرسائل من الناس وزملاء سابقين له بالجيش ومن أماكن أخرى بعيدة ليخبروه بمدى حب الشعب له، وكذلك كانت تلك الرسائل كالتماس له لقبول المنصب. حث غوفيرنور موريس واشنطن ليقبل المنصب مخاطبا إياه بالاتي: الثلاثة عشر خيلا على وشك إن تتحد والتي تتضمن مختلف العروق والشخصيات، ستجدهم آذان صاغية لك، مذعنين لحكمك، بالتالي عليك أن تعتلي هذا المنصب. وكذلك، بذل الكسندر هاملتون قصارى جهده ليقنع واشنطن بالرئاسة لأن هاملتون توقع بأن يكون له منصب مرموق في هذه الحقبة. حاول كومت دي ريشامبو أيضا بحض واشنطن لتولي المنصب، وكذلك ماركيز دي لافاييت الذي كتب اليه الاتي: لا تنكر قبولك للمنصب الرئاسي في السنوات الأولى. رد واشنطن على ذلك بالاتي: لندع اولئك يسلكون طريق الشهرة والنجاح الذين يملكون حماسا ورغبة لذلك، أو لمن هو بمقتبل العمر لتلك المتعة. في أكتوبر من عام 1788 وضح واشنطن موقفه ومشاعره حيال الانتخابات قائلا: 
لابد لي من الفرح في حال جرى تصويت لشخص اخر لان ذلك سيعفيني من مأزق القبول أو الرفض....وفيما لم يحصل ذلك، سأكون انا بدوري متلهفا لاكتشاف الحقيقة فيما إذا كان بمقدور الحكومة أن تعمل بكفائه من دون الحاجة لخدماتي.
بالنسبة لمنصب نائب الرئيس، كان هناك نوع من الريبة في الاختيار لهذا المنصب الذي وظيفته محدودة بعض الشيء في الدستور. تكون الوظيفة الرسمية الوحيدة لنائب الرئيس مقتصرة على شغله لمنصب رئيس مجلس الشيوخ في الولايات المتحدة والتي ليست مرتبطة بالسلطة التنفيذية. نص الدستور على إن ذلك المنصب يمنح للشخص الذي يتلو الفائز بالانتخابات الرئاسية أو الشخص الذي يمتلك ثاني اعلى عدد من الاصوات الانتخابية. كون واشنطن من ولاية فيرجينيا، افترض (وقد بقي محايد بالنسبة للمرشحين) بأن يتم انتخاب نائب الرئيس من ولاية ماساتشوستس، وذلك درئا للتوتر فيما بين المناطق. في أغسطس عام 1788، في رسالة لتوماس جيفرسون كتب فيها انه يعتقد إن المنافسين على منصب نائب الرئيس هم جون آدامز وجون هانكوك وجون جاي وجيمس ماديسون وجون روتليدج. في يناير من عام 1789، بعد معرفة ارجحية آدامز لشغل منصب نائب للرئيس، خاطب واشنطن هنري نوكس قائلا: شعرت بالرضى التام إزاء التنظيم لشغل منصب نائب الرئيس. في الرابع من فبراير بعام 1789، تجمع المصوتون لمنصب الرئاسة من كل ولاية في عواصم ولاياتهم للتصويت للرئيس، وبما أن الانتخابات حصلت قبل التصديق على التعديل الثاني عشر آنذاك، فأن المنتخبون يمنحون صوتين لمنصب الرئاسة ولا يحق لهم منح ذينك الصوتين لشخص واحد.
وفقا للدستور، إن الشخص الذي يكسب أكبر عددا من الاصوات سيكون الرئيس والشخص الذي يكسب ثاني أكبر عدد من الاصوات سيكون نائبا للرئيس. غلفت الاصوات لتلك الولايات ونقلت إلى الكونجرس ليتم إحصاؤها. أعلن واشنطن في رغبته بالخدمة وكان على أهبة الاستعداد للانتقال إلى عاصمة الأمة ولاية نيويورك، وكان ذلك قبل إحصاء الاصوات. في السادس من أبريل عام 1789 عقد مجلس النواب ومجلس الشيوخ اجتماعا مشتركا وأحصوا الاصوات الانتخابية واتضح إن واشنطن قد انتخب رئيسا للولايات المتحدة ب69 صوتا انتخابي، وإن آدامز تم انتخابه نائبا للرئيس ب34 صوت انتخابي. أما باقي الخمس وثلاثون صوتا فذهبت إلى: جون جاي (9) وروبرت هاريسون (6) وجون روتليدج (6) وجون هانكوك (4) وجورج كلينتون (3) وصاموئيل هنتنغتون (2) وجون ميلتون (2) وجيمس ارمسترونغ (1) وبنجامين لينكولن (1) وادوارد تيلفير (1). بعد إن علم بانتخابه في الرابع عشر من أبريل، كتب واشنطن إلى ادوارد روتيلدج بأنه قد تخلى عن «كل الآمال بالسعادة الشخصية في هذا العالم» بعد قبوله لمنصب الرئاسة.

## بداية الحقبة الأولى للرئيس ونائبه
حدد الكونجرس الكون فدرالي يوم الرابع من مارس بعام 1789 لبدأ الحكومة الفدرالية بالعمل مع الدستور الجديد للولايات المتحدة. بسبب صعوبات السفر بعيد المدى في القرن التاسع عشر في اميركا آنذاك، لم يتسنى للكونغرس من إتمام نصابة القانوني حتى شهر أبريل، إذ لم تسنح الفرصة لمجلس النواب بإتمام نصابة حتى الأول من أبريل أما مجلس الشيوخ حتى السادس من أبريل وبذلك الوقت تكون الاصوات الانتخابية قد تم إحصاؤها. وبعد ذلك تم إعلان واشنطن رئيسا وآدمز نائبا له. حضر آدامز إلى نيويورك في العشرون من أبريل وقلَّد نائبا للرئيس في اليوم التالي. وهو بطريقه إلى نيويورك، رحب الناس ترحيبا حافلا بواشنطن في اغلب المدن التي مر بها ومنها ألكساندريا وجورجتاون وماريلاند وبالتيمور وفيلادلفيا وترينتون. في الثالث والعشرون من أبريل وصل واشنطن إلى نيويورك واستُقَبل بحفاوة من قبل حاكم نيويورك وعدد كبير من رجال الكونغرس والمواطنين، وقلّد كأول رئيس للولايات المتحدة في الثلاثون من أبريل عام 1789 داخل القاعة الفدرالية لولاية نيويورك عاصمة الأمة. بما إن القضاة لم يتم تعيينهم بعد آنذاك، فقد كان المستشار روبرت ليفينغستون، وهو اعلى موظف قضائي في ولاية نيويورك، مشرفا على القسم للمنصب الرئاسي. قام واشنطن بالقسم على شرفة الطابق الثاني للبناية إمام حشود غفيره من الشعب في الشوارع. استخدم الكتاب المقدس في تلك المناسبة من قبل القديس جون لودج، وقد تم فتح الكتاب بشكل عشوائي على سفر التكوين 13:49(زبولون، عند ساحل البحر يسكن، وهو عند ساحل السفن، وجانبه عند صيدون). بعد ذلك، هتف ليفينغستون «ليحيا جورج واشنطن رئيسا للولايات المتحدة». أشار المؤرخ التاريخي جون الدن أن واشنطن قد اضاف عبارة (ليساعدني الرب) اثناء قيامه بالقسم الدستوري. تطرق واشنطن في خطبته الافتتاحية، مرة أخرى، إلى عدم رغبته بقبول المنصب الرئاسي.

## انتخابات عام 1792
مع اقتراب الانتخابات الرئاسية لعام 1792، كان واشنطن فرحا حيال النجاح والاستقرار الذي إصابته الحكومة الفدرالية في فترة حكمه، ولذلك رغب بالتنحي عن الرئاسة عوضا عن السعي وراء حقبة أخرى. كان واشنطن يشتكي من تقدمه بالعمر والمرض، وكذلك من المشاكل التي تعاني منها حكومته ومن تصاعد العدائية من قبل الصحافة المتحزبة. سعى أعضاء من حكومته خصوصا جيفرسون وهاملتون خلال فترة الصيف والخريف إلى حث واشنطن للبقاء في العمل، إذ اخبروه باحتمالية تأثير الثورة الفرنسية على البلد، واعتقادهم بأن شخصا مثله يتمتع بتلك الشعبية ورباطة الجأش قادر على المضي قدما بالبلاد في الأوقات الصعبة. في نهاية المطاف، لم يعلن جورج واشنطن نفسه كمرشح في انتخابات عام 1792. ورد في كتاب جون فيرلينج عن واشنطن: ببساطة، واشنطن لم يقل انه لا يبتغي النظر في الحكم لحقبة أخرى.
كانت انتخابات عام 1792 أول انتخابات في تاريخ الولايات المتحدة الذي تم التنافس عليها من خلال الأحزاب. في اغلب الولايات، عرفت انتخابات الكونجرس بشكل ما على أنها منافسة بين وزارة المالية (أو خزانة المالية) ومصالح الجمهوريين" على حد تعبير الخبير الاستراتيجي لجيفرسون جون بيكلي. الكثير كان يعتقد إن اغلب الاصوات سوف تذهب إلى واشنطن، ولذلك صب الكثيرون اهتمامهم على منصب نائب الرئيس. تماشت التكهنات هنا مع الخط الحزبي، إذ أيد المناصرون لهاملتون آدامز وأيد المناصرون لجيفرسون جورج كلينتون حاكم ولاية نيويورك. كلا الطرفين كانوا فعلياً مرشحين ينافسون واشنطن، تنص القوانين الانتخابية على إن كل مصوت انتخابي يعطي صوتين بدون التمييز أيهما سيكون للرئيس أو لنائب الرئيس، والشخص الذي يحصل على أكبر عدد من الاصوات سيكون رئيساً والثاني سيكون نائباً للرئيس.
تم انتخاب واشنطن مجدداً بالإجماع، إذ حصل على 134 صوتاً انتخابياً (صوت واحد من كل مصوّت) كما انتخِب آدامز نائباً للرئيس مجدداً ب77 صوتاً. إما باقي الاصوات فقد ذهبت إلى: جورج كلينتون (50) وتوماس جيفرسون (4) وارزن بور (1). حصل تقليد واشنطن الرئاسي الثاني في مجلس الشيوخ بقاعة الكونجرس في ولاية فيلادلفيا بمدينة بنسلفانيا في الرابع من مارس عام 1793. كان القاضي المشارك في المحكمة العليا ويليامكوشينغ مشرفاً عن اداء اليمين الرئاسي. كانت خطبة واشنطن الافتتاحية عبارة عن 135 كلمة فحسب واعتبرت الأقصر على الإطلاق. كانت هذه الخطبة المتسمة بالقصر والبساطة على النقيض من سابقتها في عام 1789، إذ حضر الكثير لسماعها وكأنها تتويجاً ملكياً. بالرغم من بدأ حقبة جون آدامز بالوقت ذاته مع واشنطن فقد قام جون آدامز بأداء اليمين على المنصب في تلك الحقبة في الثاني من ديسمبر عام 1793 حينما عقد مجلس الشيوخ اجتماعاً للمرة الثانية في قاعة الكونجرس وكان رئيس مجلس الشيوخ جون لانغدون مشرفاً على اداء اليمين.